# Spider Baby
Spider Baby ist ein amerikanischer Horrorfilm aus dem Jahre 1967, der in Schwarzweiß gedreht wurde. Regie führte Jack Hill. Der Film wurde in nur zwölf Tagen gedreht. Das Budget betrug 65.000 $, Jack Hill bezifferte das Budget auf 50.000 $ im Jahre 2012. Der Film feierte seine Kinopremiere am 24. Dezember 1967 in Corpus Christi, Texas, USA.

## Handlung
Drei Kinder der Merrye-Familie leben in einem abgelegenen Landhaus zusammen mit ihrem Betreuer und Chauffeur Bruno. Die Kinder leiden an einer erblich bedingten Krankheit, dem Merrye-Syndrom. Sie sind sozial, mental und physisch degeneriert. Im Keller des Hauses leben weitere degenerierte Verwandte mit demselben Syndrom, die davon stärker betroffen sind.
Ralph, Virginia und Elizabeth sind besonders gefährlich. Ralph verständigt sich mit Grunzlauten, Virginia isst Insekten und Elizabeth ermordet und verstümmelt gelegentlich Menschen. Als entfernte Verwandte mit ihrem Anwalt ankommen, um das Haus einzufordern, nimmt das Unheil seinen Lauf.
Der Chauffeur Bruno schaffte es bisher, die Merrye-Familie von der Außenwelt weitestgehend abzuschirmen. Nach Ankunft der Verwandten ermorden die Kinder jedoch einen der Neuankömmlingen und die degenerierten Verwandten im Keller beginnen die Leiche anzufressen. Nachdem Ralph eine Vergewaltigung begangen hat, sieht Bruno die letzte Möglichkeit darin, sich und die gesamte Familie im Haus in die Luft zu sprengen.
Am Ende des Films berichtet Peter, der entkommen konnte, dass alle Erbgutträger jetzt tot seien und das Merrye-Syndrom damit ausgelöscht sei.
Die letzte Kameraeinstellung zeigt die jüngste Tochter Peters, die ähnlich wie Virginia großen Gefallen an Spinnen hat.

## Produktion und Veröffentlichung
Karl Schanzer (Mr. Schlocker) arbeitete Anfang der 1960er Jahre als Privatdetektiv und war mit Jack Hill befreundet. Schanzer hatte zwei Klienten, Paul Monka und Gil Lasky, die in der Immobilienbranche arbeiteten, um später ins Filmgeschäft einzusteigen. Die beiden hatten bereits unzählige Filmskripte gelesen, als Karl Schanzer ihnen von Jack Hill erzählte. Dieser schrieb einen Entwurf, der den beiden gefiel, da er ganz anders war. Die Idee zum Film könnte er durch ein Gespräch mit Sid Haig bekommen haben. Mit einem geschätzten Budget von 65.000 $ produzierten Monka und Lasky den Film unter der Produktionsfirma namens Lasky-Monka. Der Titel des Films war Cannibal Orgy or The Maddest Story Ever Told; The Maddest Story Ever Told bezog sich auf dem Film The Greatest Story Ever Told (1965). Der Dreh fand im August 1964 statt und dauerte etwa zwölf Tage. Drehort war Smith Estate, 5905 El Mio Drive in Los Angeles. Das Haus steht heute noch und kann besucht werden.
Cast und Crew war ein bunt gewürfelter Haufen aus Veteranen und blutigen Anfängern. Für die Rolle des Bruno konnte man Lon Chaney junior gewinnen, der ein Veteran des US-Horrorfilms war. Anfangs lehnte Chaney die Rolle ab, weil ihm die 2.500 $ zu wenig waren. Daraufhin rief man John Carradine an, da er denselben Agenten wie Chaney hatte. Als dieser erfuhr, dass man Carradine die Rolle als Bruno anbot, sagte Chaney letztendlich zu, weil er hier die Chance sah, auch Comedy zu spielen. Zu dieser Zeit war Chaney bereits starker Alkoholiker und die heißen Temperaturen während des Drehs machten ihm zu schaffen, da das Geld nicht für eine Klimaanlage ausreichte. Er trank auch während des Drehs. Um nicht aufzufallen, trank er Wodka gemixt mit Orangensaft. In seinem Vertrag stand, dass er nach Drehschluss einige Drinks zu sich nehmen könne.
Chaney sang auch den Titelsong „Spider Baby“ ein, der viele Anspielungen auf seine Vergangenheit bei Universal hat, zum Beispiel ist die Zeile „Beware! There’s a full moon tonight“ ein Verweis auf seine Rolle in dem Film Der Wolfsmensch.
Beverly Washburn wurde in einem Einkaufsladen von Bart Patton – er übernahm die Funktionen des Produktionsleiters und Regie-Assistenten – entdeckt und für ein Casting eingeladen. Sie war eine erfahrene Schauspielerin, stand bereits seit frühester Kindheit vor der Kamera. Sie bekam die Rolle der Elizabeth. Während des Castings lernte sie Jill Banner kennen, die die Rolle als Virginia bekam. Es war die erste Rolle für sie. Jill Banner war zu diesem Zeitpunkt erst 17 Jahre alt. Um nicht mit dem Jugendschutz in Konflikt zu geraden, behauptete man, sie sei 18 Jahre alt.
Sid Haig übernahm die Rolle des Ralph. Er und Jack Hill hatten bereits zuvor zusammen gearbeitet. Mary Mitchel spielte die Rolle der Ann Morris. Sie war die Frau von Bart Patton und spielte bereits in anderen Filmen, wie zum Beispiel Panik im Jahre Null, Opfer-Rollen. Carol Ohmart spielte die Rolle der Emily Howe, sie war bekannt aus dem Film Das Haus auf dem Geisterhügel, hatte danach aber keinen Hit mehr landen können. Mantan Moreland spielte den Postboten. Das Besondere daran war, dass nach einer langen Zeit des US-Horrorfilms ein Afroamerikaner wieder eine Rolle übernahm, die nicht dem typischen Klischee für Afroamerikaner in Horrorfilmen entsprach (in dem Horror-Kultfilm Die Nacht der lebenden Toten von 1967 spielt erstmals ein Afroamerikaner eine Hauptrolle in einem Horrorfilm). Quinn K. Redeker übernahm die Rolle des Peter Howe. Die Verwandten, die in der Grube im Keller hausten, wurden gespielt von dem Make-up Artist und der Freundin des Kameramannes. Die dritte Person ist unbekannt. Die Musik komponierte Ronald Stein. Für die Kameraführung war Alfred Taylor verantwortlich, für den Ton John Broadrick und Lee Strosnider. Art-Director war Ray Storey.
Kurz nachdem der Film abgedreht war, wurde er einigen Kinobesitzern gezeigt. Diese verließen bereits nach kurzer Zeit die Vorführung. Die Produzenten nahmen fälschlicherweise an, dass ihnen der Film nicht gefiel, aber ihr Gehen hatte andere Gründe. Die Produzenten verlangten danach von Jack Hill, die Anfangssequenz mit dem Postboten herauszuschneiden, da sie diese Szene für das vermeintliche Scheitern ausmachten. Hill verweigerte dies zunächst, machte es aber letztendlich, da er befürchtete, dass ein Fremder das Filmmaterial beim Schnitt beschädigen könnte. Massive Probleme gab es auch bei der Synchronisation des Tons mit dem Video. Dieser Vorgang musste mehrmals wiederholt werden, was zusätzliche Kosten verursachte. Um 1965 brach der US-Immobilienmarkt ein und die Produzenten waren bankrott. Ein jahrelanger Rechtsstreit folgte.
Um 1968 rief der Verleiher David L. Hewitt Jack Hill an: Er hatte den Film gesehen und wollte ihn vermarkten. Der Rechtsstreit um den Film wurde beendet und die Anfangsszene wurde wieder eingefügt. Hewitt änderte den Filmtitel von Cannibal Orgy or, The Maddest Story Ever Told in Spider Baby um. Um das Jahr 1970 änderte er ihn nochmals in The Liver Eaters. Vermutlich sollte die erste Änderung des Titels die Vermarktungschancen erhöhen (das Genre des Kannibalenfilms erlebte seine Blüte erst Ende der 1970er und Anfang der 1980er). Die Änderung des Titels von Spider Baby zu The Liver Eaters wurde vermutlich wegen konkurrierender Filme vorgenommen, die mitunter sehr reißerische Titel hatten. Die Kinopremiere war am 24. Dezember 1967 in Corpus Christi, Texas. Der Vertrieb wurde von American General Pictures übernommen.
Um einen möglichst großen Profit zu erwirtschaften, wurde der Film anschließend in Autokinos in den ganzen USA gezeigt, vermutlich zeigten reguläre Kinos kein großes Interesse an dem Film, und so entschied man sich zu diesem Schritt. Da der Film in Schwarzweiß gedreht worden war, konnte er allerdings nur als Double Feature (zwei Filme zum Preis von einem) aufgeführt werden. Zu dieser Zeit waren Filme in Schwarzweiß, insbesondere Horrorfilme, unpopulär (eine Ausnahme bildet hier der Film Die Nacht der lebenden Toten von George A. Romero).
Mit der Einführung des Video Home System in den USA gab es für Spider Baby einen weiteren, illegalen Verbreitungsweg in Form von Raubkopien. Die VHS-Kopien stammen anscheinend von einer 16-mm-Kopie. Allerdings war dies in den Anfangszeiten des Video Home System die einzige Möglichkeit, an Filme auf VHS-Kassette zu gelangen. Filme auf VHS-Kassette waren nämlich noch sehr teuer, sofern sie überhaupt verfügbar waren, und es gab noch keine Verleihsysteme. Daher behalf man sich mit privaten Tauschnetzwerken. Leute schickten sich Listen mit ihrer Filmsammlung per Post zu, schickten sich auf demselben Weg Filme auf VHS-Kassette zu, die dann kopiert und wieder zurückgeschickt wurden.
Auf diesem Weg wurde Spider Baby bekannt und „am Leben“ erhalten und entwickelte sich im Laufe der Jahre zu einem bizarren Kult-Klassiker. Einer dieser Film-Enthusiasten war Johnny Legend. Er sah den Film 1969 im Tower Theatre in Los Angeles. Ende der 1980er rief er Jack Hill an, um an eine Filmkopie zu gelangen. Jack Hill fand 1994 tatsächlich eine 35-mm-Kopie des Films. Am 1. April 1994 wurde der Film im Nuart Theatre in Los Angeles mit Cast und Crew zum dreißigjährigen Jubiläum und Wiedervereinigung aufgeführt. Johnny Legend veröffentlichte den Film auf VHS-Kassette am 14. September 1994 mit zusätzlichem Material von der Wiederaufführung des Films. Im Oktober 1996 wurde Spider Baby auf Laserdisc mit einem digital restaurierten Soundtrack veröffentlicht. Später erfolgte die Veröffentlichung auf DVD. Am 13. Mai 2008 wurde die Webseite zum Film unter der Domain spiderbabyonline.com registriert, die dann 2009 online ging.
Die Academy of Motion Picture Arts and Sciences hat 2012 den Film restauriert und archiviert. Am 29. September 2012 wurde die restaurierte Fassung beim ersten Academy Film-to-Film Festival uraufgeführt. Subkultur-Entertainment veröffentlichte den Film am 14. Juli 2017 erstmals mit einer deutschen Synchronisation in der restaurierten Directors-Cut-Fassung auf Blu-ray und DVD in Deutschland.

## Trivia
Laut einer Definition auf urbandictionary.com ist Spider Baby eine unfassbar attraktive junge Frau, die auf Sachen steht, die so pervers sind, dass man möglicherweise dabei stirbt.
Jack Hill schrieb an einem Sequel zu Spider Baby. Der Titel war Vampire Orgy.
Lon Chaney gab Jill und Beverly Spitznamen. Beverly nannte er „Bubble Butt“ (deutsch: Wackel-Arsch) und Jill „Cracker Ass“ (deutsch: Knackarsch).